# 楊二和
楊二和（1473年—？），字恭甫，江西南昌府進賢縣人，民籍，明朝政治人物。

## 生平
弘治五年（1492年）壬子科江西鄉試第十名舉人，六年（1493年）中式癸丑科會試第九十七名，三甲第四名進士。授刑部主事，升郎中，十八年（1505年）出為常州府知府，正德三年（1508年）升四川按察司副使。

## 家族
曾祖楊仲文；祖父楊敬善；父楊峻，南京光祿寺卿。前母饒氏（贈孺人）；母吳氏（封孺人）。重慶下。兄楊一和。